# Elias & His Zig Zag Jive Flutes
Elias & His Zig Zag Jive Flutes war eine Musikgruppe aus Südafrika in den 1950er Jahren. Jack Lerole war Frontmann der Band. Ihre Musikrichtung war Kwela. Im Jahre 1958 verwendete die britische Fernsehgesellschaft ATV deren Stück Tom Hark für die Serie The Killing Stones nach dem Buch von Wolf Mankowitz. Es erreichte Platz 2 in den britischen Charts. Columbia Records veröffentlichte im selben Jahr mit Zeph Boogie noch eine weitere Single der Gruppe, die aber an den Erfolg nicht anknüpfen konnte.
Tom Hark wurde verschiedene Male erfolgreich gecovert, so von der Ted Heath Band beim Label Blue Beat, vom Ramsay Lewis Trio, 1977 von Bert Kaempfert sowie als Windy vom Paul Gayten Orchestra beim Label Argo 5300. Die Punkgruppe The Piranhas aus Brighton coverte das Stück Tom Hark im Jahre 1980. Es erreichte die Top 10 der britischen Charts. Im Jahre 2005 wurde das Stück als Tom Hark (We Want Falmer!) von Seagulls Ska erneut gecovert, um Geld für das neue Fußballstadion des Vereins Brighton & Hove Albion einzuspielen.

## Diskografie
- Tom Hark[2] / Ry-Ry (1958)
- Zeph Boogie[3] / Vuka Magcabeni[4] Columbia DB 4146 (1958)